# فمکه بول
فمکه بول (هلندی: Femke Bol؛ زادهٔ ۲۳ فوریهٔ ۲۰۰۰) دونده زن اهل هلند است.